# Cosatto-Marsicano

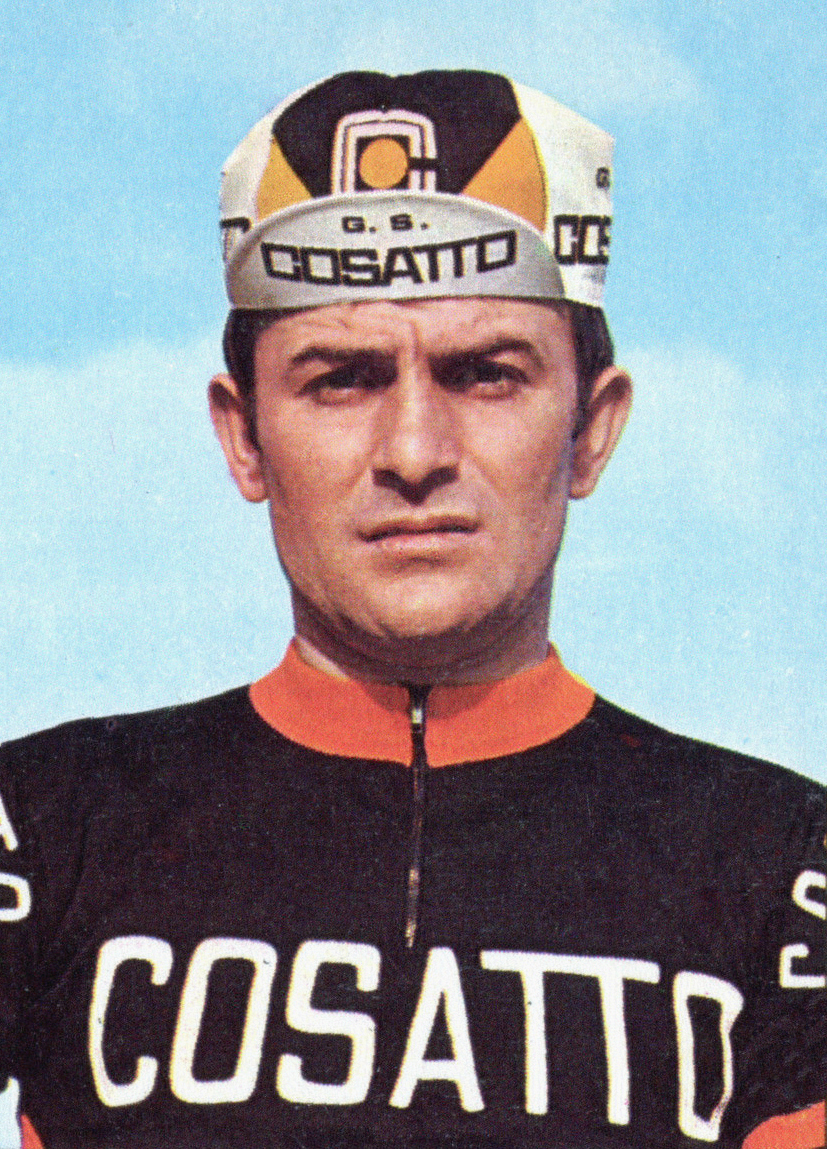
Wladimiro Panizza

L'equip Cosatto-Marsicano va ser un equip ciclista italià, de ciclisme en ruta que va competir entre 1970 i 1971.

## Principals resultats
- Giro del Belvedere: Flavio Martini (1970)

### A les grans voltes
- Giro d'Itàlia
  - 2 participacions (1970, 1971)
  - 0 victòries d'etapa:

- Tour de França
  - 0 participacions

- Volta a Espanya
  - 0 participacions